# Provinz Víctor Fajardo
Die Provinz Víctor Fajardo gehört zur Verwaltungsregion Ayacucho in Südwest-Peru. Die Provinz wurde nach Víctor Fajardo (1838–1880), einem Oberst während des Salpeterkrieges, benannt. Sie besitzt eine Fläche von 2862 km². Beim Zensus 2017 wurden in der Provinz 20.109 Einwohner gezählt. Im Jahr 2007 betrug die Einwohnerzahl noch 25.412. Verwaltungssitz ist Huancapi.

## Geographische Lage
Die Provinz Víctor Fajardo liegt im Westen der Region Ayacucho. Sie erstreckt sich über das Andenhochland und reicht im Westen bis zur peruanischen Westkordillere. Die Provinz hat eine Längsausdehnung in Ost-West-Richtung von etwa 125 km sowie eine durchschnittliche Breite von etwa 13 km. Der Río Pampas verläuft entlang der nördlichen und nordöstlichen Provinzgrenze. Der Río Sondondo, rechter Nebenfluss des Río Pampas, bildet die östliche Abgrenzung der Provinz. Der Río Caracha durchfließt die Provinz mittig in nördlicher Richtung.
Die Provinz Víctor Fajardo grenzt im Norden an die Provinz Cangallo, im Osten an die Provinzen Vilcas Huamán und Sucre sowie im Süden an die Provinzen Lucanas und Huanca Sancos. Im Westen liegt die Provinz Huaytará (Region Huancavelica).

## Verwaltungsgliederung
Die Provinz Víctor Fajardo besteht aus 12 Distrikten. Der Distrikt Huancapi ist Sitz der Provinzverwaltung.
| Distrikt      | Verwaltungssitz     |
| ------------- | ------------------- |
| Alcamenca     | Alcamenca           |
| Apongo        | Apongo              |
| Asquipata     | Asquipata           |
| Canaria       | Canaria             |
| Cayara        | Cayara              |
| Colca         | Colca               |
| Hualla        | San Pedro de Hualla |
| Huamanquiquia | Huamanquiquia       |
| Huancapi      | Huancapi            |
| Huancaraylla  | Huancaraylla        |
| Sarhua        | Sarhua              |
| Vilcanchos    | Vilcanchos          |